# Трофимов, Николай Леонтьевич
Никола́й Лео́нтьевич Трофи́мов (19 сентября 1922, дер. Игнатьевские Выселки, Московская губерния — 1 марта 1998, Москва) — генерал-лейтенант авиации, Герой Советского Союза (медаль «Золотая Звезда» № 6054).

## Биография
Трофимов Николай Леонтьевич родился 19 сентября 1922 года в семье крестьянина в деревне Игнатьевские Выселки Московской губернии (ныне Серпуховского района). Русский. В 1936 году окончил Нехорошевскую сельскую школу, в 1939 году — Серпуховский рабфак имени М. Горького и аэроклуб. Член ВЛКСМ с 1937 года. В РККА с 1939 года.

### Довоенный период
В 1939 году поступил, а в 1940 году окончил Качинскую военную авиационную школу лётчиков. Служил в ней лётчиком-инструктором.

### Во время войны
С началом войны просился на фронт, но продолжал службу в качестве инструктора. Участник войны с 10 августа 1942 года. Младший лейтенант Трофимов — пилот 84 «а» истребительного полка 216-й истребительной авиационной дивизии. Летал на самолёте И-153.
17 сентября 1942 года легко ранен в шею и бедро.
27 сентября 1942 года получил тяжёлое ранение в правую стопу.
Приказом Военного совета Закавказского фронта № 49/н от 14 ноября 1942 года младший лейтенант Трофимов награждён орденом Красного Знамени за 73 боевых вылета на самолёте И-153 для штурмовки войск противника, уничтожив лично 2 танка, 8 автомашин, 6 зенитно-пулемётных точек, 3 зенитных орудия и повредив 8 танков, 12 автомашин, 2 ЗПТ, 2 зенитных орудия, и 22 воздушных боя.
По май 1943 года служил в 84 «А» истребительном авиационном полку. В мае 1943 года переведён в 16-й гвардейский истребительный авиационный полк. Летал на Р-39 «Аэрокобра». Летал вместе с Покрышкиным А. И., выполняя роль ведущего прикрывающей группы.
Член ВКП(б) с 1943 года.
Приказом Военного совета 8-й воздушной армии 4-го Украинского фронта № 53/н от 31 октября 1943 года старший лётчик 16-го гвардейского истребительного авиаполка гвардии лейтенант Трофимов награждён орденом Красного Знамени за 44 боевых вылета, 3 сбитых самолёта противника и срыв налёта бомбардировщиков противника в количестве 60 штук в районе станции Криничка 23 августа 1943 года, сбив 1 Ю-87.
Приказом Военного совета 8-й воздушной армии 4-го Украинского фронта № 17/н от 27 марта 1944 года командир звена 16-го гвардейского ИАП гвардии лейтенант Трофимов награждён орденом Красного Знамени за совершение 82 боевых вылетов и 4 лично сбитых самолётов противника.
Приказом Военного совета 2-й воздушной армии № 298/н от 22 октября 1944 года командир эскадрильи 16-го гвардейского истребительного авиаполка гвардии старший лейтенант Трофимов награждён орденом Красного Знамени за 61 боевой вылет, 13 воздушных боёв и 6 лично сбитых самолётов противника.
К марту 1945 года командир эскадрильи 16-го гвардейского истребительного авиационного полка (9-я гвардейская истребительная авиационная дивизия, 6-й гвардейский истребительный авиационный корпус, 2-я воздушная армия, 1-й Украинский фронт) гвардии капитан Н. Л. Трофимов совершил 341 боевой вылет, в 72 воздушных боях сбил лично 14 и в группе 11 самолётов противника. Был представлен к званию Героя Советского Союза. Воевал на Закавказском, Северо-Кавказском, Южном, 4-м Украинском, 2-м Украинском и 1-м Украинском фронтах.
Приказом Военного совета 2-й воздушной армии 1-го Украинского фронта № 100/н от: 25 апреля 1945 года гвардии капитан Трофимов награждён орденом Отечественной войны 1-й степени за 47 успешных боевых вылетов, 2 воздушных боя, 1 лично сбитый самолёт противника ФВ-190, отличное овладение радиосвязью и получение квалификации «мастер воздушной радиосвязи».
Приказом Военного совета 2-й ВА 1-го Украинского фронта № 189/н от 13 мая 1945 года гвардии капитан Трофимов награждён орденом Александра Невского за то, что в период Берлинской операции при штурме Берлина совершил 41 успешный боевой вылет, 4 воздушных боя и 1 сбитый самолёт противника.
К концу войны выполнил 387 успешных боевых вылетов. Проведя 75 воздушных боёв, сбил 15 вражеских самолётов лично и 11 в группе. Войну закончил в небе Берлина в должности командира эскадрильи 16-го гвардейского истребительного авиационного полка 9-й гвардейской истребительной авиационной дивизии 6-го гвардейского истребительного авиационного корпуса 2-й воздушной армии. 27 июня 1945 года за мужество и воинскую доблесть, проявленные в боях с врагами, удостоен звания Героя Советского Союза.

### После войны
Участник парада Победы на Красной площади в 1945 году. В 1950 году окончил Военно-Воздушную академию. Переучился на реактивную авиационную технику. Летал на МиГ-15бис. Участник вооружённого конфликта на территории Кореи с августа 1950 года. По февраль 1951 года исполнял обязанности заместителя командира 72-го гвардейского истребительного авиационного полка по лётной подготовке (151-я истребительная авиационная дивизия 64-го истребительного авиационного корпуса). Побед в войне в Корее не имел. В последующем командовал полком, дивизией, авиацией армии ПВО в Минске. В 1958 году присвоено звание генерал-майора авиации. В 1959 году окончил с отличием и золотой медалью Военную академию Генерального штаба. Служил на ответственных должностях в ВВС.
С 1982 года генерал-лейтенант авиации Н. Л. Трофимов — в запасе. Жил в Москве. Умер 1 марта 1998 года. Похоронен на Троекуровском кладбище города Москвы.

### Участие в операциях и битвах
- Белгородско-Харьковская стратегическая наступательная операция («Полководец Румянцев») — с 3 августа 1943 года по 23 августа 1943 года.
- Кировоградская операция — с 5 января 1944 года по 16 января 1944 года.
- Корсунь-Шевченковская операция— с 24 января 1944 года по 17 февраля 1944 года.
- Уманско-Ботошанская операция — с 5 марта 1944 года по 17 апреля 1944 года.
- Львовско-Сандомирская операция — с 13 июля 1944 года по 3 августа 1944 года.
- Сандомирско-Силезская операция— с 12 января 1945 года по 3 февраля 1945 года.
- Нижне-Силезская операция — с 8 февраля 1945 года по 24 февраля 1945 года.
- Воздушная блокада Бреслау — с 23 февраля 1945 года по 6 мая 1945 года.
- Верхне-Силезская операция — с 15 марта 1945 года по 31 марта 1945 года.
- Берлинская операция— с 16 апреля 1945 года по 8 мая 1945 года.
- Пражская операция — с 6 мая 1945 года по 11 мая 1945 года.

### Воздушные победы Н. Л. Трофимова
Одержал воздушные победы:
| Дата                       | Противник               | Место ведения воздушного боя     | Свой самолёт   |
| -------------------------- | ----------------------- | -------------------------------- | -------------- |
| 22.08.1943                 | 1 Ме-109                | сев — зап. Донецко — Амвросиевка | Р-39 Аэрокобра |
| 23.08.1943                 | 1 Ju-87                 | юж. Криничка                     | Р-39 Аэрокобра |
| 23.08.1943                 | 1 He-111 (в группе 2/3) | Дмитриевка                       | Р-39 Аэрокобра |
| 10.10.1943 (09.10.1943 г.) | 1 Hs-129                | Зелёный Луг                      | Р-39 Аэрокобра |
| 28.10.1943                 | 1 FW-189                | юж. Малая Белозерка              | Р-39 Аэрокобра |
| 01.11.1943                 | 1 Ме-109                | сев. Турецкий Вал                | Р-39 Аэрокобра |
| 01.11.1943                 | 1 Ме-109                | юж. Чаплинка                     | Р-39 Аэрокобра |
| 30.05.1944                 | 1 FW-190                | Урикани                          | Р-39 Аэрокобра |
| 30.05.1944                 | 1 FW-190                | сев. Ароняну                     | Р-39 Аэрокобра |
| 31.05.1944                 | 2 Ju-87                 | юго — зап. Редиу — Метрополией   | Р-39 Аэрокобра |
| 04.06.1944                 | 1 FW-190                | сев — зап. Епурени               | Р-39 Аэрокобра |
| 26.08.1944                 | 1 Ме-109                | сев. Подвале                     | Р-39 Аэрокобра |
| 01.02.1945                 | 1 FW-190                | юж. Хелмодорф                    | Р-39 Аэрокобра |
| 24.04.1945                 | 1 FW-190                | юж. Лукенфельде                  | Р-39 Аэрокобра |

Итого сбито — 26, из них лично — 15, в группе — 11, боевых вылетов — 387; воздушных боёв — 75.

### Эпизоды боев

#### Воздушный бой 23 августа 1943 года
Соотношение сил:
- группа Трофимова — 6 самолётов Р-39 Аэрокобра,
- группа противника — 80 самолётов противника (60 Ju-87 и He-111, прикрываемых 20 Ме-109).

Вылетая на боевое задание в составе 6 экипажей Р-39 Аэрокобра, ведомой гвардии лейтенантом Труд А. И., в районе Криничка встретили 60 Ju-87 и He-111, прикрываемых 20 Ме-109. Завязался неравный воздушный бой. Маневрируя своим самолётом, гвардии лейтенант Трофимов врезался в строй бомбардировщиков противника и сбил один Ju-87, который объятый пламенем упал в районе Криничка. В результате смелых действий истребителей вражеские бомбардировщики сбросили бомбы в поле и развернулись обратно на свой аэродром.

## Награды
- Медаль «Золотая Звезда» Героя Советского Союза (№ 6054, 27.06.1945)[12];
- орден Ленина (27.06.1945)[12];
- орден Красного Знамени (14.11.1942)[1];
- орден Красного Знамени (31.10.1943)[13];
- орден Красного Знамени (27.03.1944)[11];
- орден Красного Знамени (22.10.1944)[14];
- орден Красного Знамени;
- орден Александра Невского (13.05.1945)[6];
- орден Отечественной войны 1-й степени (25.04.1945)[15];
- орден Отечественной войны 1-й степени (1985);
- орден Красной Звезды;
- орден Красной Звезды;
- орден «За службу Родине в Вооружённых Силах СССР» III степени;
- медали;
- иностранные ордена и медали.